# Лисейко Маркіян Юрійович
Маркіян Юрійович Лисейко — український фотокореспондент.

## Життєпис
Військовий фотокореспондент Укрінформу. Співавтор проекту AFTERILOVAISK.
Один із чотирьох воєнних фотокореспондентів, які наприкінці серпня 2014 року вибралися з оточення під Іловайськом. Згодом це оточення назвали Іловайським котлом.

## Нагороди та відзнаки
- орден «За заслуги» III ступеня (5 червня 2015) — за вагомий особистий внесок у розвиток вітчизняної журналістики, багаторічну сумлінну працю та високу професійну майстерність[3].